# La Rivière Anglaise
La Rivière Anglaise ist ein Verwaltungs-Distrikt der Seychellen auf der Insel Mahé. Der Distrikt ist einer der hauptstädtischen Distrikte von Greater Victoria mit vielen wichtigen Gebäuden.

## Geographie

Distrikte der Seychellen

Der Distrikt liegt an der Ostküste des Nordostzipfels von Mahé. Er wird begrenzt von den Distrikten Anse Etoile, Mont Buxton, und Bel Air. Beau Vallon erstreckt sich von einem gemeinsamen Grenzpunkt nach Westen zur gegenüberliegenden Küste und im Nordosten sind die Inseln vorgelagert, die zu Mont Fleuri gehören (Sainte Anne, Île au Cerf, Moyenne)
Vor allem der südliche Teil des Distrikts ist Standort wichtiger Gebäude: Victoria Clocktower, Cathédrale de l’Immaculée-Conception de Victoria, der Hindu-Tempel Arul Mihu Navasakthi Vinayagar Temple (அருள்மிகு நவசக்தி விநாயகர் ஆலயம்)  Bicentennial Monument Seychelles, Freedom Square Ground, SBC Radio Station und viele Banken, sowie Hafenanlagen (Marine Charter). Zwei der wenigen Flüsse der Seychellen verlaufen in diesem Distrikt: Rivière Pointe Conan und Rivière Anglaise.
Der Distrikt hat den ISO 3166-2-Code SC-16.